# Frumoasa (Harghita)
Frumoasa (en hongrois: Szépviz) est une commune roumaine du județ de Harghita, dans la région historique de Transylvanie. Elle est composée des quatre villages suivants:
- Bârzava (Csíkborzsova)
- Frumoasa, siège de la commune
- Făgețel (Bükklok)
- Nicolești (Csíkszentmiklós)

## Localisation
Frumoasa est située dans le centre-nord du comté de Harghita, à l'est de la Transylvanie dans le Pays sicule, dans la dépression de Ciuc, au pied des monts Harghita, à 10 km de la ville de Miercurea Ciuc.

## Politique
| Période | Période  | Identité      | Étiquette | Qualité |
| ------- | -------- | ------------- | --------- | ------- |
| 2000    | En cours | Tibor Ferencz | UDMR      |         |

## Monuments et lieux touristiques
- L'église catholique Sf. Nicolae du village de Frumoasa (construction XVe et XIXe siècles), monument historique
- L'église orthodoxe “Assomption de Marie” du village de Făgețel (construite entre 1908-1911, monument historique
- Monastère Tăierea Capului Sfântului Ioan Botezătorul (Făgețel), construit en 1923[2]
- Beffroi de Frumoasa (construite en XIXe siècle), monument historique
- Barajul Frumoasa (Barrage de Frumoasa)